# Tellermine 35 (Stahl)
Die Tellermine 35 (Stahl) war eine  Panzerabwehrmine der Wehrmacht im Zweiten Weltkrieg.

## Geschichte
Die Tellermine 35 (Stahl) wurde 1937 als Panzerabwehrmine in der Wehrmacht eingeführt. Sie wurde bis zum Ende des Zweiten Weltkriegs verwendet. Nachfolger war die ab 1942 eingeführte Tellermine 42.

## Funktionsweise
Die Mine, die verdeckt oder offen abgelegt wurde, löste durch Druck auf den Deckel aus. Sie unterschied sich von der Tellermine 35 durch eine geänderte Druckplatte. Weitere Zugzünder in der Seite und im Boden der Mine sowie Entlastungszünder waren für die Wiederaufnahmesicherung  verantwortlich. Zum Auslösen der Mine war eine Last von 210 Kilogramm nötig.